# Сєтов Йосип Якович
Йосип Якович Сє́тов (справжнє прізвище — Сетгофер; нар. 1826, Москва — пом. 7 січня 1894, Київ) — російський співак (тенор), антрепренер. Чоловік театральної діячки Пальміри Аннато.

## Біографія
Народився у 1826 році в Москві. Угорець. Після закінчення юридичного факультету Московського університету служив чиновником Міністерства народної освіти, потім переїхав до Санкт-Петербурга, де навчався гри на віолончелі у Гроса. У 1846 році вивчав архітектуру в Парижі. Співу навчався в Неаполі (у Дж. Меркаданте, П. Гуглієльмі, П. Романі), у Флоренції (у В. Ломбарді) і в Парижі (у Дж. Бордоньї). У цей період зблизився з Ж. Дюпре і Дж. Рубіні.
У 1854 році дебютував на оперній сцені міста Ареццо, пізніше виступав у Флоренції, Ліворно, Мілані, Парижі, Тунісі в операх Г. Доніцетті, Дж. Россіні, В. Белліні, Д. Обера, Дж. Мейєрбера і Дж. Верді («Луїза Міллер», «Ріголетто», «Трубадур»). 20 вересня 1855 року дебютував в партії Едгара («Лючія ді Ламмермур») на сцені Петербурзької опери, де співав до 1864 року, потім до 1868 року соліст московського Большого театра.
У 1865—1868 роках — старший режисер московського Большого театра, в 1868—1872 роках — режисер Маріїнського театру (серед його постановок — «Кам'яний гість» і «Фауст»). В 1874—1883 роках і 1892—1893 роках — антрепренер і режисер Київського міського театру (нині будівля Національного академічного театру російської драми імені Лесі Українки), на сцені другого вперше поставив опери «Опричник» і «Хованщина»; серед інших постановок — «Життя за царя» М. Глінки, «Фауст», «Гугеноти», «Трубадур», «Галька». Ці постановки відрізнялися злагодженим ансамблем співаків (Л. Люценко, Ю. Махіна, О. Меньшикова, Д. Орлов, О. Пускова), хору і балету. У літні місяці 1883—1892 років тримав антрепризу в Одесі, Москві та Петербурзі. У його антрепризі були Є. Лавровська, О. Ляров, Є. Кадміна, Д. Орлов, Ф. Стравинський.
Займався також педагогічною діяльністю. У нього брали уроки співу або готували партії під його керівництвом М. О. Андрєєв, О. Борисенко, О. Городцов, О. Латишева. Викладав в Петербурзькій, потім в Московські консерваторіях (у 1866—1868 роках професор співу і декламації), пізніше — в Петербурзькому театральному училищі.
Помер в Києві 7 січня 1894 року. Похований на некрополі Аскольдової Могили.

## Творчість
Романси:
- «Зірка» («Ти понеслася, моя зірка»), «Зірочка» («Яскраво світить зірочка»), «Мілою» («Повір мені»), «Надії немає», «Даремно» («Багато почуття в грудях»), «Посміхнися, красна дівиця» на слова А. Козлова;
- «Чи не женися, молодець» («Черкеська пісня»), «Я говорив тобі» («Не смійся над моєї пророчою тугою») на слова М. Лермонтова;
- «Пісня бандита» («Пустельник добровільний»), «Терпіла, страждала», «Ти моя», «Ти радістю землі була» на слова М. Куликова;
- «Так і рветься душа» на слова О. Кольцова;